# San Amaro
San Amaro és un municipi de la província d'Ourense a Galícia. Pertany a la Comarca do Carballiño.
| 3.205 | 2.905 | 3.272 | 2.592 | 1.371 |
| Fonts: INE i IGE (Els criteris de registre censal variaren i les dades de l'INE i de l'IGE poden no coincidir.) |       |       |       |       |

## Parròquies
- Anllo (Santiago)
- O Barón (San Fiz)
- Beariz (San Martiño)
- Eiras (Santa Ouxea)
- Grixoa (Santa María das Neves)
- Las (San Cibrao)
- Navío (San Fiz)
- Salamonde (Santa María)